# Зураб Датунашвілі
Зураб Датунашвілі (груз. ზურაბ დათუნაშვილი; нар. 18 червня 1991, Тбілісі) — грузинський і сербський борець греко-римського стилю, дворазовий чемпіон та срібний призер чемпіонатів Європи, бронзовий призер Олімпійських ігор у Токіо 2020.

## Біографія
Боротьбою почав займатися з 1997 року. У 2011 році став срібним призером чемпіонату світу серед юніорів. Того ж року на європейській першості у тій же віковій групі здобув бронзову нагороду.
На Олімпійському кваліфікаційному турнірі 2012 року в Софії Зураб Датунашвілі програвав у поєдинку проти угорця Пітера Бацса з рахунком 0-3 і застосував дуже оригінальний прийом. Він несподівано перестрибнув головою вниз через голову суперника, обхвативши його талію у польоті зі спини і перевів угорця у партер. Цей прийом набрав в інтернеті декілька десятків тисяч переглядів. В результаті грузинський спортсмен виграв сутичку, посів на турнірі перше місце і здобув путівку на Олімпіаду в Лондоні.
Зураб Датунашвілі залишив збірну Грузії у 2019 році, після того, як став жертвою рукоприкладства з боку президента Федерації боротьби Грузії Геги Гегешидзе. Гегешидзе були пред'явлені звинувачення у насильстві, Датунашвілі ж вимагав його відставки, заявляючи, що федерація перетворилася на гніздо корупції та кумівства. Датунашвілі довелося оголосити про вимушене завершення кар'єри, після чого він прийняв пропозицію Федерації боротьби Сербії і після присвоєння йому сербського громадянства став одним із лідерів збірної, здобувши у її складі олімпійську нагороду та золото чемпіонатів світу і Європи. На чемпіонаті Європи 2021 року Зураб Датунашвілі у чвертьфіналі за рівного рахунку 1-1, переміг за рахунок останньої дії українця Жана Беленюка, потім у півфіналі Деніса Кудлу з Німеччини (2-1), а у фіналі білоруса Кирила Маскевича (5-1). Через три з половиною місяці на токійській Олімпіаді у першому ж поєдинку турніру Датунашвілі знову зустрівся з Беленюком, на цей раз українець взяв реванш (3-1), однак через те, що той вийшов до фіналу, Датунашвілі отримав право на втішні сутички за бронзу, чим успішно скористався, взявши гору над Бахіром Сідом Азарою з Алжиру і Іваном Гуклеком з Хорватії. У фіналі чемпіонату світу 2021 року Датунашвілі знову виявився сильнішим за Кирила Маскевича і став чемпіоном світу. Причому у чвертьфіналі змагань він здолав свого колишнього співвітчизника Лашу Гобадзе. Свою золоту медаль Датунашвілі присвятив екс-президентові Грузії Михайлу Саакашвілі.

## Спортивні результати на міжнародних змаганнях

### Виступи на Олімпіадах
| Змагання                    | Збірна | Вагова категорія                 | Місце  |
| --------------------------- | ------ | -------------------------------- | ------ |
| Літні Олімпійські ігри 2012 | Грузія | греко-римська боротьба, до 74 кг | 7      |
| Літні Олімпійські ігри 2016 | Грузія | греко-римська боротьба, до 75 кг | 18     |
| Літні Олімпійські ігри 2020 | Сербія | греко-римська боротьба, до 87 кг | Бронза |

### Виступи на Чемпіонатах світу
| Змагання                        | Збірна | Вагова категорія                 | Місце  |
| ------------------------------- | ------ | -------------------------------- | ------ |
| Чемпіонат світу з боротьби 2014 | Грузія | греко-римська боротьба, до 75 кг | 5      |
| Чемпіонат світу з боротьби 2015 | Грузія | греко-римська боротьба, до 75 кг | 13     |
| Чемпіонат світу з боротьби 2017 | Грузія | греко-римська боротьба, до 80 кг | 5      |
| Чемпіонат світу з боротьби 2021 | Сербія | греко-римська боротьба, до 87 кг | Золото |
| Чемпіонат світу з боротьби 2022 | Сербія | греко-римська боротьба, до 87 кг | Золото |

### Виступи на Чемпіонатах Європи
| Змагання                         | Збірна | Вагова категорія                 | Місце  |
| -------------------------------- | ------ | -------------------------------- | ------ |
| Чемпіонат Європи з боротьби 2013 | Грузія | греко-римська боротьба, до 74 кг | Срібло |
| Чемпіонат Європи з боротьби 2014 | Грузія | греко-римська боротьба, до 75 кг | 15     |
| Чемпіонат Європи з боротьби 2016 | Грузія | греко-римська боротьба, до 75 кг | Золото |
| Чемпіонат Європи з боротьби 2017 | Грузія | греко-римська боротьба, до 80 кг | Золото |
| Чемпіонат Європи з боротьби 2018 | Грузія | греко-римська боротьба, до 82 кг | 8      |
| Чемпіонат Європи з боротьби 2020 | Сербія | греко-римська боротьба, до 87 кг | 11     |
| Чемпіонат Європи з боротьби 2021 | Сербія | греко-римська боротьба, до 87 кг | Золото |
| Чемпіонат Європи з боротьби 2022 | Сербія | греко-римська боротьба, до 87 кг | 8      |

### Виступи на Європейських іграх
| Змагання              | Збірна | Вагова категорія                 | Місце |
| --------------------- | ------ | -------------------------------- | ----- |
| Європейські ігри 2015 | Грузія | греко-римська боротьба, до 75 кг | 5     |

### Виступи на Кубках світу
| Змагання                    | Збірна | Вагова категорія                 | Місце  |
| --------------------------- | ------ | -------------------------------- | ------ |
| Кубок світу з боротьби 2020 | Сербія | греко-римська боротьба, до 87 кг | Бронза |

### Виступи на інших змаганнях
| Змагання                                                       | Збірна | Вагова категорія                 | Місце  |
| -------------------------------------------------------------- | ------ | -------------------------------- | ------ |
| Золотий Гран-прі з боротьби 2010 (Тбілісі)                     | Грузія | греко-римська боротьба, до 74 кг | 9      |
| Турнір Г. Картозія і В. Балавадзе 2011                         | Грузія | греко-римська боротьба, до 74 кг | 21     |
| Турнір Дана Колова — Николи Петрова 2012                       | Грузія | греко-римська боротьба, до 74 кг | Бронза |
| Олімпійський кваліфікаційний турнір з боротьби 2012 (Софія)    | Грузія | греко-римська боротьба, до 74 кг | Золото |
| Гран-прі Німеччини з боротьби 2012                             | Грузія | греко-римська боротьба, до 74 кг | 9      |
| Кубок Президента Казахстану з боротьби 2012                    | Грузія | греко-римська боротьба, до 74 кг | 11     |
| Золотий Гран-прі з боротьби 2013 (Сомбатгей)                   | Грузія | греко-римська боротьба, до 74 кг | 17     |
| Вогні Москви 2013                                              | Грузія | греко-римська боротьба, до 74 кг | Срібло |
| Золотий Гран-прі з боротьби 2014 (Париж)                       | Грузія | греко-римська боротьба, до 75 кг | Золото |
| Золотий Гран-прі з боротьби 2014 (Сомбатгей)                   | Грузія | греко-римська боротьба, до 75 кг | Бронза |
| Золотий Гран-прі з боротьби 2014 (Баку)                        | Грузія | греко-римська боротьба, до 75 кг | Срібло |
| Турнір Вехбі Емре і Гаміта Каплана 2015                        | Грузія | греко-римська боротьба, до 75 кг | Бронза |
| Міжнародний турнір Любомира Івановича-Гедзи 2015               | Грузія | греко-римська боротьба, до 80 кг | Золото |
| Кубок Президента Казахстану з боротьби 2015                    | Грузія | греко-римська боротьба, до 75 кг | 4      |
| Олімпійський кваліфікаційний турнір з боротьби 2016 (Зренянин) | Грузія | греко-римська боротьба, до 75 кг | Срібло |
| Кубок Європейських націй з боротьби 2016                       | Грузія | команда                          | 4      |
| Золотий Гран-прі з боротьби 2016                               | Грузія | греко-римська боротьба, до 75 кг | Бронза |
| Турнір Івана Піддубного 2017                                   | Грузія | греко-римська боротьба, до 80 кг | Золото |
| Київський Міжнародний турнір з боротьби 2017                   | Грузія | греко-римська боротьба, до 80 кг | Бронза |
| Гран-прі Угорщини з боротьби 2017                              | Грузія | греко-римська боротьба, до 80 кг | Бронза |
| Меморіал Болата Турлиханова 2017                               | Грузія | греко-римська боротьба, до 85 кг | 15     |
| Меморіал Олега Караваєва 2017                                  | Грузія | команда                          | 4      |
| Київський Міжнародний турнір з боротьби 2018                   | Грузія | греко-римська боротьба, до 82 кг | Срібло |
| Турнір Г. Картозія і В. Балавадзе 2018                         | Грузія | греко-римська боротьба, до 82 кг | Бронза |
| Меморіал Болата Турлиханова 2018                               | Грузія | греко-римська боротьба, до 87 кг | Срібло |
| Відкритий чемпіонат Загреба з боротьби 2020                    | Сербія | греко-римська боротьба, до 87 кг | Бронза |
| Олімпійський кваліфікаційний турнір з боротьби 2020 (Будапешт) | Сербія | греко-римська боротьба, до 87 кг | 13     |
| Турнір Дана Колова — Николи Петрова 2021                       | Сербія | греко-римська боротьба, до 87 кг | Золото |
| Олімпійський кваліфікаційний турнір з боротьби 2020 (Софія)    | Сербія | греко-римська боротьба, до 87 кг | Срібло |
| Турнір Вехбі Емре і Гаміта Каплана 2022                        | Сербія | греко-римська боротьба, до 87 кг | Срібло |

### Виступи на змаганнях молодших вікових груп
| Змагання                                       | Збірна | Вагова категорія                 | Місце  |
| ---------------------------------------------- | ------ | -------------------------------- | ------ |
| Чемпіонат Європи з боротьби серед юніорів 2011 | Грузія | греко-римська боротьба, до 74 кг | Бронза |
| Чемпіонат світу з боротьби серед юніорів 2011  | Грузія | греко-римська боротьба, до 74 кг | Срібло |
| Чемпіонат Європи з боротьби серед кадетів 2006 | Грузія | греко-римська боротьба, до 42 кг | 12     |
| Чемпіонат Європи з боротьби серед кадетів 2008 | Грузія | греко-римська боротьба, до 63 кг | 7      |